# Dunatorony
Dunatorony (szlovákul Tureň) Zonctorony településrésze, egykor önálló község Szlovákiában, a Pozsonyi kerületben, a Szenci járásban.
2001-ben Zonctorony 842 lakosából 648 magyar és 189 szlovák volt.

## Fekvése
Szenctől 3 km-re délre fekszik.

## Története
Első említése 1252-ből származik "Chondol" néven.
1326-ban az akkori pozsonyi káptalan igazgatása alá került és mindvégig oda tartozott. Lakói mezőgazdaságból éltek. A községben semmilyen történelmi emlék nem maradt fenn. A hagyomány azt tartja, hogy itt egykor nevezetes kastély állt halastavakkal, azonban azt semmilyen forrás nem támasztja alá.
Vályi András szerint "TORONY. Tót falu Posony Várm. földes Ura a’ Posonyi Káptalanbéli Uraság, lakosai katolikusok, fekszik Egyházfalvához közel, mellynek filiája; Bodóházhoz, Duna-Újfaluhoz is közel; határja igen szűk, kevés szántóföldgyeiből, és réttyeiből szerzik élelmeket, fája fűzfa, piatza Bazinban, és Posonyban."
Fényes Elek szerint "Torony, tót falu, Poson vmegyében, a Feketeviz mellett: 138 kath. lak. F. u. a posoni káptalan. Ut. p. Cseklész."
1910-ben 202, túlnyomórészt magyar lakosa volt. A trianoni békeszerződésig Pozsony vármegye Szenci járásához tartozott. 1943 óta az egykori Zonc faluval együtt alkotja Zonctorony községet.

## Nevezetességei
- Római katolikus templomát 1955-ben építették az 1833-ban épített Havas Boldogasszony kápolna bővítésével.